# Checoslovaquia en los Juegos Olímpicos de Oslo 1952
Checoslovaquia estuvo representada en los Juegos Olímpicos de Oslo 1952 por un total de 22 deportistas que compitieron en 3 deportes.  
El portador de la bandera en la ceremonia de apertura fue el jugador de hockey hielo Vlastimil Bubník. El equipo olímpico checoslovaco no obtuvo ninguna medalla en estos Juegos.